# Бондарчук Анастасія Сергіївна
Бондарчук Анастасія Сергіївна (нар. 28.09.2005, Одеса, Україна) — українська модель та акторка. Стала фіналісткою «Майбутнє України. Діти»2018 року та співпрацювала зі світовими брендами, такими як Dolce & Gabbana, Versace, Fendi, Dior, Valentino, Louis Vuitton.

## Біографія
Анастасія Бондарчук народилася в Одесі 28 вересня 2005 року. Вона здобула освіту у гімназії № 2 у своєму рідному місті. Зараз Анастасія продовжує своє навчання в Віденському університеті Webster (Webster Vienna Privat University) у Відні, Австрія.
З дитинства Анастасія мріяла про кар'єру моделі. Перший проєкт — фотосесія для журналу «Гордість і краса України. Діти», в якій Анастасія взяла участь в образі янгола та в національних українських образах, потрапивши на обкладинку.
Анастасія долучилася до проєкту «Майбутнє України. Діти» у 2018 році, де стала фіналісткою.

## Кар'єра в моделінгу
Брала участь у фотосесії для ювелірного бренду Makatsaria Jewelry, автором якої була фотографка Софія Плакидюк.
Співпрацювала з Dolce & Gabbana.[джерело?]
Співпрацювала також:
- з Chopard для обкладинки Harpers Bazaar Vietnam[6] і L'Officiel Digital Austria[7];
- з ювелірним брендом BVLGARI для обкладинки Grazia Bulgaria[8];
- колаборація з ANDRE TAN, VITTO ROSSI й KIMBERLI[9];
- з  Balenciaga, Balman, Bottega Veneta, Jimmy Choo для журналу Elle Arabia;
- з Lois Vuitton, Fendi, Red Valentino, Versace, Ferragamo, Armani, Aquazzura, Max Mara для обкладинки L'Officiel India[10];
- з Dior та Valentino.

Анастасія співпрацює з українськими виробниками. Вона об'єднала своє ім'я з брендом NANOJY.

## Акторський дебют
Акторський талант Анастасії знайшов відображення в фільмі продюсера Ельвіри Гаврилової «Випадок в готелі Уолл Стріт», де вона зіграла головну роль разом із відомим актором Еріком Робертсом. Анастасія стала гостею Каннського кінофестивалю у 2021 році й продефілювала по червоній доріжці, разом із колегами по фільму.

## Благодійна діяльність
У 2021 році Анастасія Бондарчук взяла участь в благодійному проєкті «Благодійний Календар». На березневій сторінці календаря з'явився художній портрет одеситки, прикрашений дизайнерською маскою з квітів.